# Brandon Darner
Brandon Darner (né en février 1977) a été le guitariste et chanteur du groupe de rock To My Surprise ainsi qu'un des percussionnistes de Slipknot.

## Biographie
Brandon Darner, surnommé Grouch, assura le poste de percussionniste pendant la courte période séparant le départ de Greg Welts et l'arrivée de Chris Fehn au sein du groupe Slipknot en 1998. De 2002 à 2004, il a fait partie du groupe To My Surprise aux côtés de son ancien acolyte Shawn Crahan et de Stevan Robinson.
Fin 2004, il devient le guitariste du groupe de rock alternatif The Envy Corps.
Plus récemment, il est l'un des producteurs de l'album Night Visions du groupe Imagine Dragons.